# 阮英
阮英（1971年3月—），男，汉族，山东济宁人，生于甘肃嘉峪关，中华人民共和国政治人物。现任兰州兰石集团有限公司党委书记、董事长。第十四届全国政协委员。